# NGC 4705
NGC 4705 is een balkspiraalstelsel in het sterrenbeeld Maagd. Het hemelobject werd op 22 februari 1787 ontdekt door de Duits-Britse astronoom William Herschel.

## Ecliptica
Het stelsel NGC 4705 bevindt zich betrekkelijk dicht bij de Ecliptica, hetgeen betekent dat het, vanaf de Aarde gezien, regelmatig bezoek krijgt van de planeten van het Zonnestelsel, alsook bedekt kan worden door de Maan.

## Synoniemen
- MCG -1-33-16
- IRAS 12468-0455
- PGC 43350